# Angelo Bongiovanni di Castelborgo
Pour les articles homonymes, voir Bongiovanni.
Angelo Bongiovanni di Castelborgo (Turin, 8 mai 1802 - 20 octobre 1862) était un général italien.

## Biographie
Il a rejoint l'armée piémontaise (Esercito Piemonte ou Regia Armata Sarda) très jeune dans le corps d'artillerie en tant que cadet. Il atteint rapidement le grade de sous-lieutenant (sottotenente) et est ensuite affecté à l'état-major général, dans lequel il est promu capitaine (capitano). En 1835, il rejoint le régiment de cavalerie de Savoie (Reggimento "Savoia Cavalleria") et l'année suivante, il atteint le grade de major (maggiore) dans le régiment de cavalerie de Novara (Reggimento "Novara Cavalleria"). En 1846, il atteint le grade de colonel (colonnello) et se voit confier le commandement du régiment de cavalerie d'Aoste (Reggimento "Aosta Cavalleria").
Au début de la première guerre d'indépendance en 1848, il était major général (maggiore generale) et commandait la cavalerie de réserve. Pendant le conflit, il s'est distingué lors de la bataille de Goito, ce qui lui a valu la médaille d'argent de la valeur militaire. En 1849, il est commandant de la 2e brigade de cavalerie et inspecteur de l'armée. Après la guerre, il atteint le grade de lieutenant général (Luogotenente generale) et est commandant de la division militaire de Savoie jusqu'en 1857.
Au début de la deuxième guerre d'indépendance en 1859, il se voit confier le commandement de la 1re division qui participe à la bataille de Palestro le 31 mai. En juin, il laisse le commandement de la division à Giovanni Durando pour prendre le poste de gouverneur de Milan, qui vient d'être libérée des Autrichiens. 
Il est mort trois ans plus tard.

## Décorations
- Médaille d'argent de la valeur militaire

## Source
- (it) Cet article est partiellement ou en totalité issu de l’article de Wikipédia en italien intitulé « Angelo Bongiovanni di Castelborgo » (voir la liste des auteurs).